# Аднан Терзић
Аднан Терзић (ФНРЈ, 5. април 1960) је био председавајући Савета министара Босне и Херцеговине од 2002. до 2007. године. Пореклом је из Травника.